# Milan Bakeš (fotbalista)
Milan Bakeš (* 28. prosince 1977) je bývalý český fotbalista, záložník. 

## Fotbalová kariéra
V české lize hrál za FC Slovan Liberec. Nastoupil v 10 ligových utkáních. V Poháru UEFA nastoupil v roce 2000 v utkání proti Liverpool FC. Ve druhé lize hrál za SK Chrudim, FK Atlantic Slovan Pardubice a FK Baník Sokolov.

## Ligová bilance
| Ročník                            | Zápasy | Góly | Klub                         |
| --------------------------------- | ------ | ---- | ---------------------------- |
| 2. česká fotbalová liga 1996/1997 | 14     | 0    | SK Chrudim                   |
| 2. česká fotbalová liga 1997/1998 | 17     | 0    | SK Chrudim                   |
| Gambrinus liga 1999/2000          | 5      | 0    | FC Slovan Liberec            |
| Gambrinus liga 2000/2001          | 5      | 0    | FC Slovan Liberec            |
| 2. česká fotbalová liga 2000/2001 | 11     | 0    | FK Atlantic Slovan Pardubice |
| 2. česká fotbalová liga 2001/2002 | 18     | 0    | FK Atlantic Slovan Pardubice |
| 2. česká fotbalová liga 2002/2003 | 28     | 0    | FK Atlantic Slovan Pardubice |
| 2. česká fotbalová liga 2003/2004 | 25     | 3    | FK Atlantic Slovan Pardubice |
| 2. česká fotbalová liga 2004/2005 | 15     | 1    | FK Atlantic Slovan Pardubice |
| 2. česká fotbalová liga 2005/2006 | 27     | 1    | FK Atlantic Slovan Pardubice |
| 2. česká fotbalová liga 2006/2007 | 12     | 0    | FK Baník Sokolov             |
| 2. česká fotbalová liga 2007/2008 | 7      | 0    | FK Baník Sokolov             |
| CELKEM 1. česká liga              | 10     | 0    |                              |